# Enforcer (группа)
Enforcer (с англ. — «Силовик») — шведская хеви-метал-группа из города Арвика, основанная в 2004 году. Коллектив исполняет музыку в стиле групп классического спид-метала 80-х годов — Agent Steel, Exciter и Anvil.

## История
Enforcer выпустили свой первый альбом Into the Night на лейбле Heavy Artillery в ноябре 2008 года.
Их второй полноформатный альбом Diamonds был выпущен в Европе на лейбле Earache Records 24 мая 2010 года, в то время как Heavy Artillery Records выпустили альбом в Северной Америке 25 мая 2010 года.
1 февраля 2013 года Enforcer выпустили третий альбом, Death by Fire. Они выступили хедлайнерами бельгийского релиз-шоу вместе с Evil Invaders на следующий день, 2 февраля.

## Музыкальный стиль
Enforcer считается частью новой волны традиционного хэви-метала (NWOTHM), движения, представители которого в своём творчестве создавали звучание классических метал-коллективов (аналогично возрождению шведского глэм-метала). Название NWOTHM было вдохновлено новой волной британского хэви-метала, с которым однозначно отождествляется движение. Другие группы, считающиеся частью данного движения, включают в себя Steelwing, White Wizzard, Cauldron, Holy Grail, Skull Fist и Sons of Lioth.

## Состав
- Олоф Викстранд — ведущий вокал, ритм-гитара (2004—настоящее время), соло-гитара, ударные (2004—2007, 2007—2008, 2011—2019), бас-гитара (2004—2007, 2007—2008, 2021—настоящее время)
- Йонас Викстранд — ударные (2006—2007, 2007—настоящее время), клавишные, фортепиано, бэк-вокал (2006—настоящее время)
- Джонатан Нордвалл — соло-гитара, бэк-вокал (2019—настоящее время)

### Бывшие участники
- Якоб Юнгберг — соло-гитара (2006—2011)
- Адамс Заарс — ударные (2007)
- Джозеф Толл — соло-гитара (2007—2019), бас-гитара (2007—2008)
- Тобиас Линдквист — бас-гитара, бэк-вокал (2008—2021)

### Концертные участники
- Чейз Беккер — бас-гитара (2019)
- Джонни Неста — соло-гитара, бэк-вокал (2019)
- Брайан Уилсон — ударные, бэк-вокал (2019)

## Дискография

### Студийные альбомы
- Into the Night (2008)
- Diamonds (2010)
- Death by Fire (2013)
- From Beyond (2015)
- Zenith (2019)
- Nostalgia (2023)

### Концертные альбомы
- Live by Fire (2015)
- Live by Fire II (2021)

### Демо и синглы
- Evil Attacker (2005) (демо)
- «Evil Attacker c/w Mistress from Hell» (2007)
- «Night Walker/Take Me to Hell» (2011)
- «High Roller/Back on the Road» (2011)
- «Mesmerized by Fire» (2013)

### Видеография
- «Black Angel» на YouTube
- «Midnight Vice» на YouTube
- «Mesmerized By Fire» на YouTube
- «Destroyer» на YouTube